# Itatim
Itatim is een gemeente in de Braziliaanse deelstaat Bahia. De gemeente telt 15.516 inwoners (schatting 2009).

## Aangrenzende gemeenten
De gemeente grenst aan Elísio Medrado, Iaçu, Milagres, Rafael Jambeiro en Santa Terezinha.